# 本行寺 (大田区)
本行寺（ほんぎょうじ）は東京都大田区池上にある日蓮宗の寺院。山号は長崇山。池上本門寺の子院の首座で、照栄院・理境院と共に池上三院家のひとつ。池上・大坊顕の字法縁。

## 概要
本行寺の境内は、1282年（弘安5年9月18日）に常陸国へ湯治に向かう途中の日蓮が身をよせ、同年10月13日に病没した池上宗仲の館跡にあたる。10月15日にこの地で日蓮は荼毘に付され、遺骨は遺言により久遠寺に納められた。
本行寺の起源は1276年（建治2年）に池上氏館内の持仏堂が法華堂とされたことに始まり、日蓮入滅後間もない1283年（弘安6年）に日朗の弟子九老僧の大乗阿闍梨本成院日澄に池上氏館の地共々寄進されて本行寺が開創されたとされる。以来宗祖入滅の霊場として、池上本門寺の子院（末頭）のなかでも特に格式の高い、池上三院家の筆頭として「大坊」と称された。元々中本山であったが昭和61年に本山（由緒寺院）に昇格した。また池上法縁五本山の１つにも挙げられている。
当寺の伝承に「お会式桜」と「ひきずり豆腐」がある。お会式桜（おえしきざくら）は、日蓮が入滅した時、庭の桜が時ならぬ花を咲かせたと伝えられ、今もその桜が現存している。ひきずり豆腐は、日蓮が池上家に到着した折、宗仲夫妻が差し上げた料理と伝えられる。
現住の貫首は、51世 中野日演（顕昭）（伊東市廣宣寺より晋山） 。

## 文化財

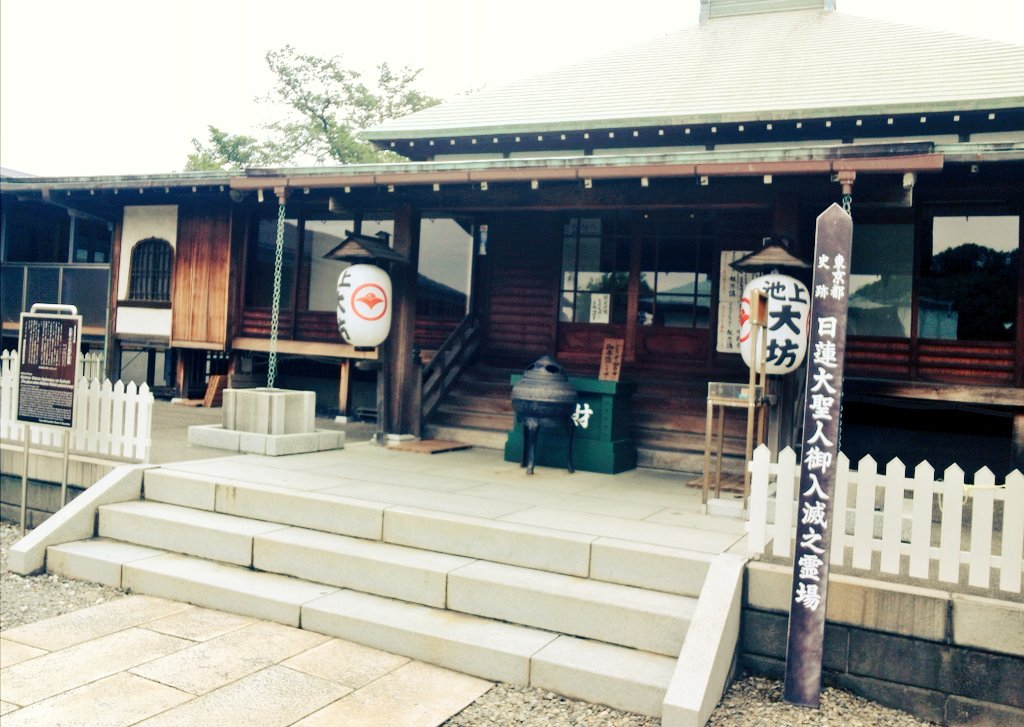
ご臨終の間（日蓮上人入滅の旧跡）

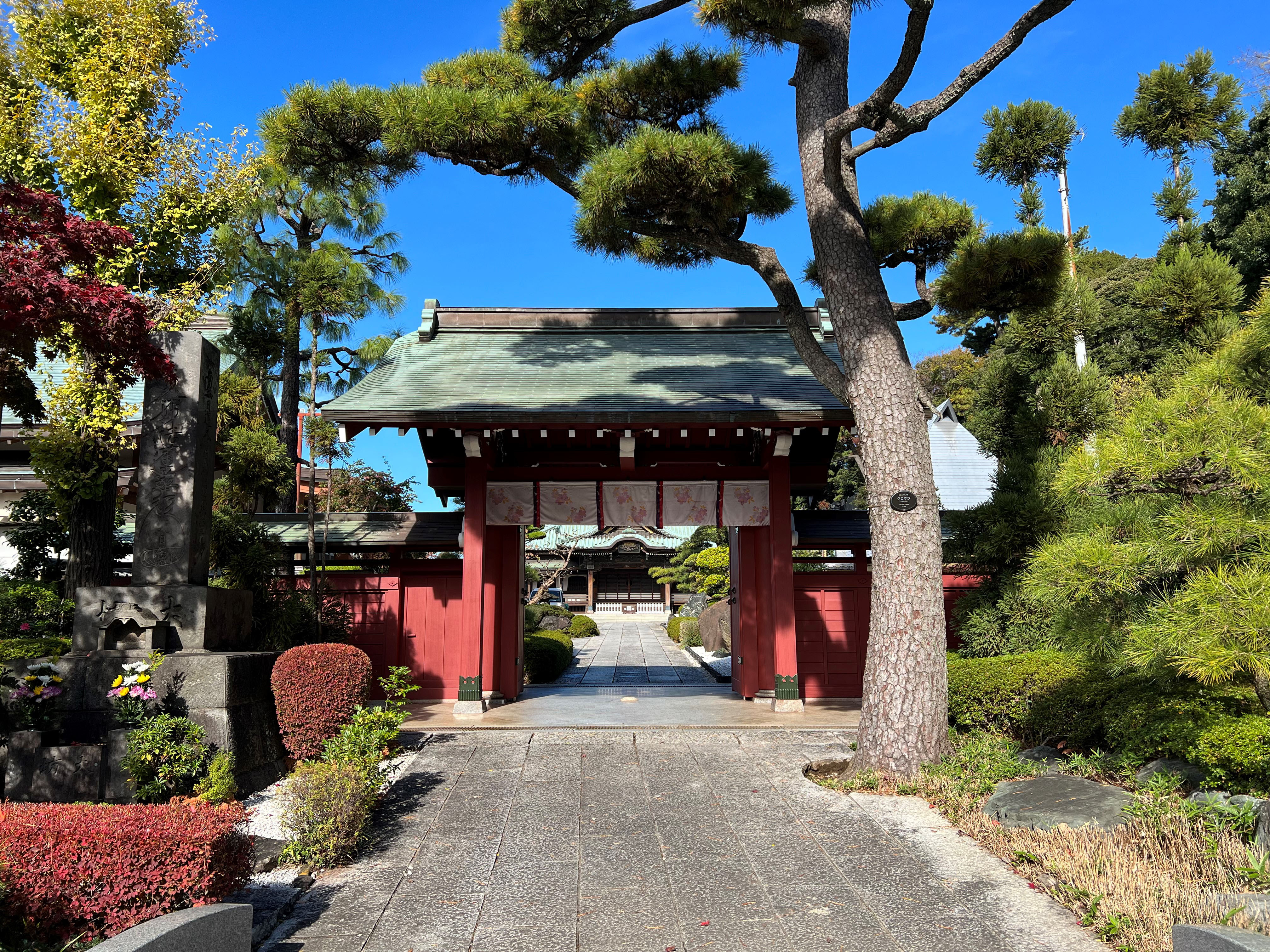
赤門（正門）

### 東京都指定有形文化財
- 法華経板木

### 東京都指定旧跡
- 日蓮上人入滅の旧跡 「ご臨終の間」[10]: 池上宗仲公邸の仏間であったお部屋の跡に建てられたお堂。拝観は無料、開館時間あり。

### 大田区指定有形文化財
- 日蓮聖人坐像
- 本行寺文書
- 三十番神画像
- 題目板碑と板碑群
- 池上宗仲夫妻坐像

※「日蓮上人」と「日蓮聖人」の表記は登録名に基づく。

## 墓所
- 上杉綱憲室・栄姫（米沢藩主正室） - 紀伊家・徳川光貞の次女。
- 大石良麿（弘前藩上士） - 赤穂事件で黒石領主・津軽政兕と共に吉良方に協力。
- 狩野探幽（狩野派一門総帥） - 代表作に二条城障壁画など。
- 河上彦斎（熊本藩士） - 勤王活動家。

## 歴代貫首
- 日蓮（開山）
- 日朗（二世）
- 日澄（三世）
- 日恩（四世）
- 日善（五世）
- 日俊（六世）
- 日増（七世）
- 日翁（八世）
- 日胤（九世）
- 日純（十世）
- 日現（十一世）
- 日ｲ親（十二世）
- 日侊（十三世）
- 日芸（十四世）
- 日年（十五世）
- 日厳（十六世）
- 日琮（十七世）
- 日布（十八世）
- 日霊（十九世）
- 日詮（二十世）
- 日教（二十一世）
- 日従（二十二世）
- 日念（二十三世）
- 日顕（英玄）（二十四世）
- 日啓（二十五世）
- 日随（二十六世）
- 日専（二十七世）
- 日禎（二十八世）
- 日浄（二十九世）
- 日脩（三十世）
- 日枢（三十一世）
- 日運（三十二世）
- 日瓔（三十三世）
- 日端（三十四世）
- 日曠（三十五世）

## 交通アクセス
- 東急池上線　池上駅から徒歩13分（経路案内）。
- 都営地下鉄浅草線　西馬込駅南口から徒歩12分（経路案内）。
- 池上本門寺　大堂（祖師堂）[11]から徒歩4分（経路案内）。

## 関連文献
- 「池上村 日蓮入滅所大坊」『新編武蔵風土記稿』 巻ノ45荏原郡ノ7、内務省地理局、1884年6月。NDLJP:763981/79。